# Will Levis
Will Levis (Newton, 27 giugno 1999) è un giocatore di football americano statunitense che milita nel ruolo di quarterback per i Tennessee Titans della National Football League (NFL). Al college giocò con Penn State e Kentucky.

## Carriera universitaria

### Penn State
Levis, originario di Netwon in Massachusetts, cominciò a giocare a football alla Xavier High School di Middletown in Connecticut. 
Nel 2018 andò a giocare per Penn State con i Nittany Lions che militano nella Big Ten Conference (B1G) della Divisione I della Football Bowl Subdivision (FBS) della NCAA.
Dopo avere passato il primo anno come redshirt, poteva cioè allenarsi ma non scendere in campo, trascorse i successivi due come riserva di Sean Clifford. Disputò la prima partita come titolare contro Rutgers nel 2019, completando 8 passaggi su 14 per 81 yard, un touchdown e un intercetto, oltre a 108 yard corse. Complessivamente a Penn State completò 61 passaggi su 102 per 644 yard, 3 touchdown e intercetti. Inoltre corse 473 yard con 6 touchdown.

### Kentucky
Nel 2021 Levis, dopo essersi laureato nel mese di maggio a Penn State, si trasferì all'Università del Kentucky con i Wildcats impegnati nella Southeastern Conference (SEC) della FBS Division I della NCAA. Fu nominato titolare a inizio stagione e nella sua prima partita lanciò 367 yard e 4 touchdown. Il suo 2021 si chiuse disputando tutte le 13 gare come titolare, completando 233 passaggi su 353 per 2.827 yard e 24 touchdown, oltre a 376 yard corse e 9 marcature su corsa. A fine stagione guidò la squadra alla vittoria nel Citrus Bowl, battendo Iowa numero 15 del tabellone.
Nel 2022 Levis disputò 11 partite, tutte come titolare, passando 2.406 yard, 19 touchdown e 10 intercetti, con 2 marcature segnate su corsa.
Il 1º dicembre 2022 Levis annunciò di rinunciare al suo ultimo anno di eleggibilità nel college football per presentarsi al Draft NFL 2023.

### Statistiche al college
| Stagione | Stagione   | Stagione   | Stagione   | Stagione | Stagione | Passaggi | Passaggi | Passaggi | Passaggi | Passaggi | Passaggi | Passaggi | Passaggi | Passaggi |     | Corse | Corse | Corse | Corse | Corse | Corse |
| Anno     | Squadra    | Campionato | Conference | P        | PT       | Comp     | Ten      | %        | Yard     | Media    | Max      | TD       | Int      | RAT      | Ten | Yard  | Media | Max   | TD    |       |       |
| -------- | ---------- | ---------- | ---------- | -------- | -------- | -------- | -------- | -------- | -------- | -------- | -------- | -------- | -------- | -------- | --- | ----- | ----- | ----- | ----- | ----- | ----- |
| 2018     | Penn State | FBS Div. I | B1G        | 0        | 0        | redshirt | redshirt | redshirt | redshirt | redshirt | redshirt | redshirt | redshirt | redshirt | -   | -     | -     | -     | -     | -     |       |
| 2019     | Penn State | FBS Div. I | B1G        | 6        | 1        | 28       | 47       | 59,6     | 223      | 4,7      | 22       | 2        | 2        | 105,0    | 51  | 213   | 4,2   | 49    | 3     |       |       |
| 2020     | Penn State | FBS Div. I | B1G        | 8        | 1        | 33       | 55       | 60,0     | 421      | 7,7      | 22       | 1        | 0        | 130,3    | 82  | 260   | 3,2   | 14    | 3     |       |       |
| 2021     | Kentucky   | FBS Div. I | SEC        | 13       | 13       | 233      | 353      | 66,0     | 2.826    | 8,0      | 70       | 24       | 13       | 148,3    | 107 | 376   | 3,5   | 33    | 9     |       |       |
| 2022     | Kentucky   | FBS Div. I | SEC        | 11       | 11       | 185      | 283      | 65,4     | 2.406    | 8,5      | 79       | 19       | 10       | 151,9    | 72  | -107  | -1,4  | 24    | 2     |       |       |
| Totale   | Totale     | Totale     | Totale     | 38       | 26       | 479      | 738      | 64,9     | 5.876    | 8,0      | 79       | 45       | 25       | 145,6    | 312 | 742   | 2,4   | 33    | 17    |       |       |

Fonte: Penn State - 
Università del Kentucky

## Carriera professionistica
Levis era considerato dagli analisti come uno dei migliori quarterback selezionabili nel Draft NFL 2023. Tuttavia scivoló fino al secondo giro dove fu chiamato come trentatreesimo assoluto dai Tennessee Titans.

### Tennessee Titans

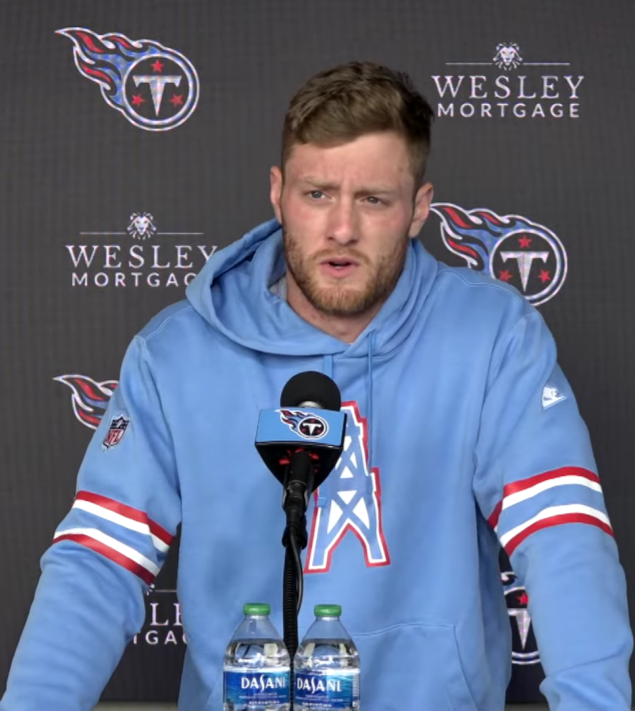
Levis nel 2023

Il 22 luglio 2023 Levis firmò il suo contratto da rookie con i Titans: un accordo quadriennale da 9,5 milioni di dollari, di cui 7 garantiti, con un'opzione di rinnovo per un quinto anno. Dopo essere stato la riserva del veterano Ryan Tannehill per i primi sette turni, quando questi si infortunò Levis debuttò come titolare nella settimana 8 passando 238 yard, 4 touchdown (3 dei quali per DeAndre Hopkins) e non subì alcun intercetto nella vittoria sugli Atlanta Falcons. Divenne così il terzo giocatore della storia a passare 4 touchdown nella gara di debutto dopo Fran Tarkenton e Marcus Mariota. Per la sua prestazione fu premiato come rookie della settimana. Seguirono tre sconfitte consecutive prima di tornare alla vittoria nel dodicesimo turno contro i Carolina Panthers, in cui Levis passò 185 yard. Due settimane dopo nel Monday Night Football, con i Titans in svantaggio di 14 punti a tre minuti dal termine, guidò la squadra a due drive da touchdown e a una conversione da due punti nel finale, andando a vincere per 28-27 contro i Miami Dolphins. Nello scontro con i rivali di division degli Houston Texans nel quindicesimo turno Levis segnò il suo primo touchdown su corsa ad inizio della gara persa 16-19 ai tempi supplementari e chiusa dal quarterback con 17 passaggi completati su 26 tentati per 199 yard, nessun touchdown passato e un intercetto e rimediando un infortunio ad una gamba nell'ultima azione della partita che segnò l'eliminazione dei Titans dalla corsa ai play-off. A causa dell'infortunio subito Levis saltò la gara successiva contro i Seattle Seahawks. Tornò a giocare nella partita seguente, sempre contro i Texans, ma dovette uscire dal campo durante il secondo quarto di gioco per un infortunio ad un piede rimediato dopo un sack subito dal defensive end Jerry Hughes. Alla vigilia dell'ultima gara stagionale, la sfida contro i Jacksonville Jaguars del diciottesimo turno, il capo-allenatore dei Titans Mike Vrabel annunciò che Levis, ancora con i postumi dell'ultimo infortunio, sarebbe stato il terzo quarterback di riserva, dietro Tannehill e Malik Willis. Terminò la sua prima stagione da professionista con nove presenze, tutte da titolare, con 1.808 yard lanciate, otto touchdown passati, quattro intercetti e un passer rating di 84,2.
Levis fu nominato titolare all'inizio della sua seconda stagione ma dopo una sola vittoria nelle prime cinque gare, con 5 touchdown e 7 intercetti subiti, prima della gara della settimana 7 fu sostituito da Mason Rudolph a causa di un infortunio alla spalla. Tornò titolare nella settimana 10 completando 18 passaggi su 23 per 175 yard e 2 touchdown nella sconfitta contro i Los Angeles Chargers. Due settimane dopo trascinò i Titans a una vittoria a sorpresa contro gli Houston Texans completando 18 passaggi su 24 per 278 yard, 2 touchdown e un intercetto (ritornato in touchdown dagli avversari) nel 32-27 finale. Nella settimana 15, dopo avere perso quattro palloni (tre intercetti e un fumble) fu sostituito da Rudolph, che dopo quella gara fu nominato nuovo titolare. La seconda annata di Levis si chiuse con 2 vittorie su 12 gare come titolare, con 2.091 yard passate, 13 touchdown e 12 intercetti subiti, mentre i Titans terminarono con il peggior record della NFL.
Il 21 luglio 2025 fu annunciato che Levis avrebbe saltato tutta la stagione 2025 a causa di un'operazione chirurgica alla spalla del braccio utilizzato per lanciare.

## Palmarès
- Rookie della settimana: 1

8ª del 2023

## Statistiche

### Stagione regolare
| 2023     | TEN      | 9 | 9 | 149 | 255 | 58,4 | 1.808 | 7,1 | 8 | 4 | 84,2 | 3,1 | 1,6 | 25 | 57 | 2,3 | 1 | 28 | 185 | 7 | 4 | 3-6-0 |
| Carriera | Carriera | 9 | 9 | 149 | 255 | 58,4 | 1.808 | 7,1 | 8 | 4 | 84,2 | 3,1 | 1,6 | 25 | 57 | 2,3 | 1 | 28 | 185 | 7 | 4 | 3-6-0 |

Fonte: Pro-Football-Reference
Statistiche aggiornate alla  stagione 2023